# Marshall Neilan

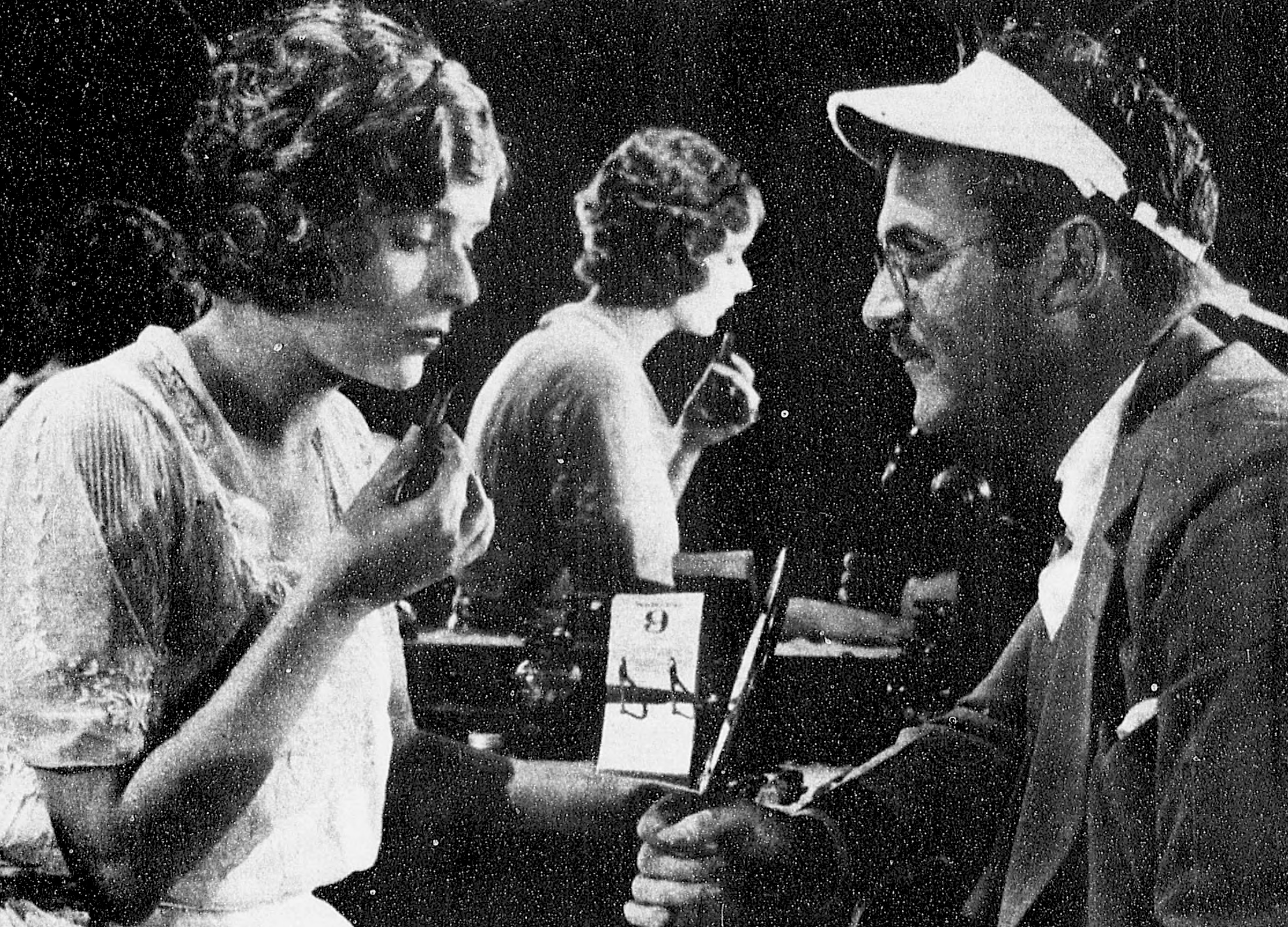
Marshall Neilan et sa femme Blanche Sweet.

Marshall Ambrose Neilan (11 avril 1891 - 27 octobre 1958) est un acteur, scénariste, réalisateur, producteur de cinéma américain.

## Biographie
Comme réalisateur, il est surtout célèbre pour avoir dirigé Mary Pickford à plusieurs reprises.

### Vie privée
Marshall Neilan s'est marié une première fois à l'actrice Gertrude Bambrick en 1913. Leur fils, Marshall Neilan, Jr. (1915-1988) travaillera aussi dans le cinéma, en tant que monteur. Leur union prend fin en 1921.
En 1922, il épouse l'actrice Blanche Sweet qu'il dirigea plusieurs fois. Ils divorceront en 1929.

### Mort
Neilan meurt à Los Angeles en 1958 d'un cancer de l'œsophage. Il repose au cimetière d'Angelus-Rosedale.
Pour sa contribution à l'industrie du cinéma, la Directors Guild of America lui confère en 1940 le titre d'"Honorary Life Member Award."
 Il aura ensuite une étoile à son nom sur le Hollywood Walk of Fame au 6233 Hollywood Blvd.
Il est inhumé dans le Angelus Rosedale Cemetery à Los Angeles.

## Filmographie partielle

### Réalisateur
- 1913 : The Harvest of Flame (co-réalisé avec Wallace Reid)
- 1914 : Stung (it)
- 1914 : Dippy's Dream
- 1914 : McBride's Bride
- 1914 : An Elopement in Rome
- 1914 : Fleeing from the Fleas
- 1914 : Rube, the Interloper
- 1914 : Wanted: An Heir
- 1914 : The Bingville Fire Department
- 1914 : The Deadly Battle at Hicksville
- 1914 : Don't Monkey with the Buzz Saw
- 1914 : A Substitute for Pants
- 1914 : Sherlock Bonehead
- 1914 : When Men Wear Skirts
- 1914 : Ham the Lineman
- 1914 : The Slavery of Foxicus
- 1914 : The Tattered Duke
- 1914 : Si's Wonderful Mineral Spring
- 1914 : Ham and the Villain Factory
- 1914 : Lizzie the Life Saver
- 1914 : Ham, the Piano Mover
- 1914 : A Peach at the Beach
- 1914 : Ham the Iceman
- 1914 : Bud, Bill and the Waiter
- 1914 : The Bold Banditti and the Rah, Rah Boys
- 1914 : Cupid Backs the Winners
- 1914 : The Winning Whiskers
- 1914 : The Reformation of Ham
- 1914 : Love, Oil and Grease
- 1917 : Freckles
- 1917 : La Bouteille enchantée (The Bottle Imp)
- 1917 : Petit Démon (Rebecca of Sunnybrook Farm)
- 1917 : Those without Sin
- 1917 : La Petite Princesse (The Little Princess)
- 1918 : Le Roman de Mary (Stella Maris)
- 1918 : À chacun sa vie (Amarilly of Clothes-Line Alley)
- 1918 : L'Enfant de la forêt (M'Liss)
- 1918 : L'Auberge isolée (Heart of the Wilds)
- 1919 : Papa longues jambes (Daddy-Long-Legs)
- 1919 : La Sacrifiée (Her Kingdom of Dreams)
- 1919 : Lis sauvage (In Old Kentucky)
- 1919 : Jours d'épreuves (The Unpardonable Sin)
- 1919 : Trois maris pour une femme (Three Men and a Girl)
- 1920 : Grain de son (Dinty)

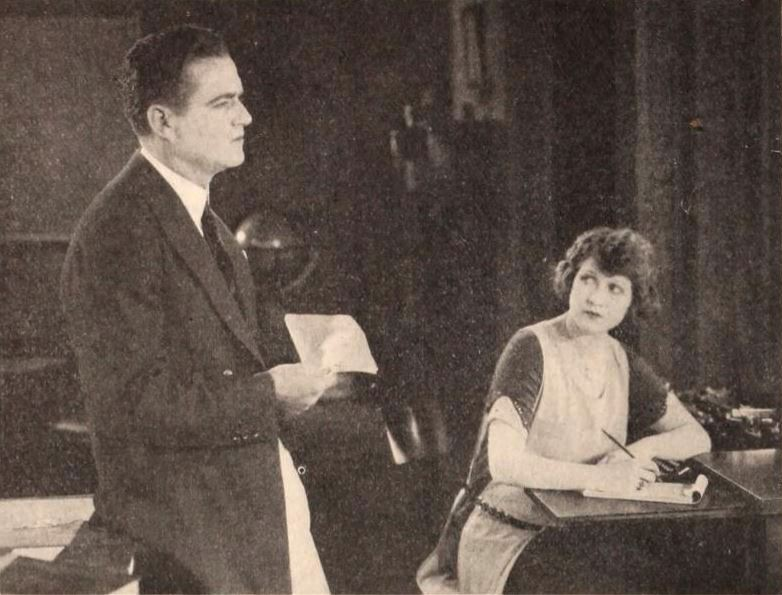
Dans Bits of Life (1921).

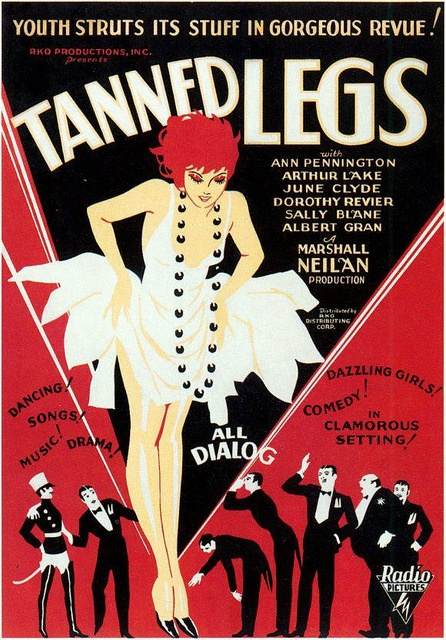
Affiche de Tanned Legs (1929).

- 1920 : Les Deux Cicatrices (The River's End), coréalisation de Victor Heerman
- 1920 : Le Système du Docteur Ox (Go and Get It), coréalisation de Henry Roberts Symonds
- 1920 : Ne vous mariez jamais (Don't Ever Marry), coréalisation de Victor Heerman
- 1921 : Bits of Life
- 1922 : Fools First
- 1922 : Haine et Amour (The Strangers' Banquet)
- 1923 : Trois femmes pour un mari (The Eternal Three)  (coréalisé avec Frank Urson)
- 1923 : Le Rendez-vous (The Rendezvous)
- 1924 : Dorothy Vernon (Dorothy Vernon of Haddon Hall)
- 1924 : Tess of the D'Urbervilles
- 1925 : Une femme très sport (The Sporting Venus)
- 1927 : Oh! Marquise (Her Wild Oat)
- 1927 : La Sirène de Venise (Venus of Venice)
- 1928 : Peggy et sa vertu (Take Me Home)
- 1929 : Eaux troubles (Black Waters)
- 1929 : The Awful Truth
- 1929 : Relations de vacances (Tanned Legs)
- 1935 : This Is the Life

### Acteur
Les films indiqués ci-dessous sont réalisés par Allan Dwan, sauf mention contraire
- 1912 : Father's Favorite
- 1912 : The Reward of Valor
- 1912 : The Brand
- 1912 : Cupid Through Padlocks
- 1912 : The Tell-Tale Shells
- 1912 : For the Good of Her Men
- 1912 : The Weaker Brother
- 1912 : The Stranger at Coyote
- 1912 : Calamity Anne's Ward
- 1912 : The Bandit of Point Loma
- 1912 : The Will of James Waldron
- 1912 : The Vengeance That Failed
- 1912 : The Foreclosure
- 1912 : The Best Man Wins
- 1912 : The Outlaw Colony
- 1912 : The Intrusion at Lompoc
- 1912 : The Wooers of Mountain Kate
- 1912 : The Greaser and the Weakling
- 1913 : The Animal
- 1913 : The Spirit of the Flag
- 1913 : The Wall of Money (+ scénario)
- 1913 : The Powder Flash of Death
- 1913 : Women and War
- 1913 : The Picket Guard
- 1913 : Mental Suicide
- 1913 : Man's Duty
- 1913 : In Love and War, de Thomas H. Ince et A.D.
- 1914 : The billionaire
- 1915 : May Blossom
- 1915 : The Commanding Officer
- 1915 : A Girl of Yesterday
- 1915 : The Love Route
- 1915 : Madame Butterfly, de Sidney Olcott
- 1916 : The Crisis, de Colin Campbell
- 1919 : Papa longues jambes (Daddy-Long-Legs), de lui-même
- 1937 : Une étoile est née (A Star Is Born) de William A. Wellman
- 1957 : Un homme dans la foule (A Face in the Crowd) d'Elia Kazan